# Chalain-d'Uzore
Chalain-d'Uzore är en kommun i departementet Loire i regionen Auvergne-Rhône-Alpes i centrala Frankrike. Kommunen ligger i kantonen Montbrison som tillhör arrondissementet Montbrison. År 2022 hade Chalain-d'Uzore 668 invånare.

## Befolkningsutveckling
Antalet invånare i kommunen Chalain-d'Uzore
| Referens: INSEE |